# Réglementation bancaire
 (mars 2024).
 (mars 2024).
 (octobre 2024).
La réglementation bancaire est la règlementation qui concerne les activités du secteur bancaire.
Elle vise à soutenir la solidité et l'intégrité des établissements de crédit.

## Les acteurs
- Le Comité de Bâle
Les missions du Comité de Bâle sont :
  - le renforcement de la sécurité et de la fiabilité du système financier ;
  - l’établissement de standards minimaux en matière de contrôle prudentiel ;
  - la diffusion et la promotion des meilleures pratiques bancaires et de surveillance ;
  - la promotion de la coopération internationale en matière de contrôle prudentiel.
- La Commission bancaire devenue l'Autorité de contrôle prudentiel en janvier 2010
Présidée par le gouverneur de la Banque de France, son rôle est fixé par l'article L613-1 du code monétaire et financier. Ainsi, la commission bancaire :
  - est chargée de contrôler le respect par les établissements de crédit des dispositions législatives et réglementaires qui leur sont applicables et de sanctionner les manquements constatés ;
  - examine les conditions de leur exploitation et veille à la qualité de leur situation financière ;
  - veille au respect des règles de bonne conduite de la profession ;
  - propose et demande la mise en œuvre du fonds de garantie des dépôts dans les conditions prévues par les articles L. 312-5 et L. 613-34.
- L'Autorité des marchés financiers
Ces missions sont une addition de celles dévolues antérieurement à ses prédécesseurs (COB, CMF et CDGF). Aux termes de l’article L 621-1 du CMF :
  - L’AMF veille à la protection des épargnants dans le cadre des entreprises faisant appel public à l'épargne ou dans le cadre d'introduction d'instruments financiers sur les marchés financiers ;
  - Elle veille à la régularité de l’information donnée aux acteurs des marchés financiers ;
  - Elle veille au bon fonctionnement des marchés financiers.
- Le Comité consultatif de la législation et de la réglementation financières
Le CCLRF se doit de donner un avis sur l’ensemble des projets de textes normatifs à portée générale touchant au domaine bancaire, financier et des assurances, sur saisine du ministre de l'économie.

## Les textes
- Le code monétaire et financier
Il regroupe les dispositions de nature législatives et réglementaires relatives à la monnaie et au système monétaire français (livre I) ; aux produits financiers et d'épargne (livre II) ; aux services bancaires et financiers (livre III) ; aux marchés (livre IV) ; aux prestataires de services bancaires et d'investissement (livre V) ; aux institutions en matière bancaire et financière (livre VI) et enfin les dispositions spécifiques à l'outre-mer (livre VII).
- Les accords de Bâle
Les « Accords de Bâle » sont des accords de réglementation bancaire signés dans la ville de Bâle (Suisse), et élaborés par le Comité de Bâle.
Notamment :
Bâle I est signé en 1988.
Bâle II, qui renforce les premiers accords, est mis en place entre 2004 et 2008.
Les accords de Bâle III ont été publiés fin 2010 et leur mise en place est prévue entre 2012 et 2019.
Bâle IV, est une norme proposée sur les réserves de capital pour les banques, afin d'atténuer le risque de crise financière. Il devrait suivre les troisièmes accords de Bâle (Bâle III) et exigerait des exigences de capital plus strictes et une meilleure transparence financière, le comité de Bâle a choisi comme lieu de rencontre la Suède les 14 et 15 juin 2017.
- La loi de sécurité financière
Aussi appelée « Loi Mer » du nom du ministre des Finances en poste Francis Mer, elle a été adoptée par le Parlement français le 17 juillet 2003 afin de renforcer les dispositions légales en matière de gouvernance d'entreprise.